# ديك ماكغواير
ديك ماكغواير (بالإنجليزية: Dick McGuire) مواليد 25 يناير 1926 في ذا برونكس - الوفاة 03 فبراير 2010، كان لاعب كرة سلة أمريكي أصبح مدرباً بدأ مسيرته الاحترافية في سنة 1949. بلغ طوله 6 قدم 0 بوصة (1.8 م). اعتزل اللعب في 1960.

## فرق لعب لها
- نيويورك نيكس
- ديترويت بيستونز

## روابط خارجية
- ديك ماكغواير على موقع IMDb (الإنجليزية)
- ديك ماكغواير على موقع إن إن دي بي (الإنجليزية)
- ديك ماكغواير على موقع إن بي أي (الإنجليزية)
- ديك ماكغواير على موقع سبورتس رفرنس (الإنجليزية)
- ديك ماكغواير على موقع كلية كرة السلة في سبورتس رفرنس.كوم (الإنجليزية)
- ديك ماكغواير على موقع ريلجم (الإنجليزية)
- ديك ماكغواير على موقع بروبوليرز (الإنجليزية)
- ديك ماكغواير على موقع قاعة المشاهير الجامعة الوطنية لكرة السلة (الإنجليزية)
- ديك ماكغواير على موقع سبورتس رفرنس (الإنجليزية)